# كليات الغد الدولية للعلوم الصحية
كليات الغد الدولية للعلوم الصحية هي كلية في المملكة العربية السعودية، تأسست في عام 1430هـ من قِبل رئيس مجلس أمناء الكليات إبراهيم بن موسى الزويد، وتحت إشراف وزارة التعليم العالي ( وزارة التعليم حالياً) في المملكة العربية السعودية. تتميز كليات الغد الدولية للعلوم الصحية بانتشارها في ثمان مدن كبرى في المملكة، انطلاقا من واقع الاحتياج في القطاع الصحي الذي يتفاوت بين مختلف مناطق المملكة. وهي الرياض، وجدة، والمدينة المنورة، والدمام، وتبوك، وبريدة، ونجران، وأبها. و وصل عدد طلبة الكليات في العام 1435هـ 6500 طالب وطالبة، يتعلمون تحت إشراف ما يزيد على 770 مدرس. تقوم سياسة القبول في الكليات على ربط التخصصات بسوق العمل وتحقيق التوافق مع متطلبات التنمية الصحية في المملكة.

## الرسالة
تحقيق التميز والاستمرارية في تطبيق معايير الجودة الشاملة للخدمات التعليمية والإدارية. 

## الأهداف
1. تحقيق قفزة نوعية في بناء وتعزيز القدرات المحلية السعودية، وإعداد الكوادر الصحية والطبية المؤهلة علمياً ومهنياً من أجل خدمة المواطن والمجتمع، وسد احتياجات سوق العمل.
2. الشراكة الفاعلة مع القطاعات والمؤسسات والكليات الصحية المتميزة على المستويين المحلي والعالمي من أجل تطوير المقررات والبرامج وطرق التدريس وتبادل الطلبة وأعضاء هيئة التدريس والتبادل المعرفي ونقل الخبرات وتقديم الاستشارات الأكاديمية والبحثية.
3. تجسيد الدور التنموي للقطاع الأهلي في تنمية رأس المال البشري وتطوير منظومة التعليم العالي في المملكة، وتلبية حاجات المجتمع في مجالات التنمية الاقتصادية والاجتماعية والمساهمة بفاعلية في مجالات البحث العلمي والتطوير التقني.
4. اعتماد معايير الجودة وأفضل الممارسات العالمية في التعليم والتدريب والتأهيل.
5. مساعدة الخريجين في عملية التوظيف المناسب والسريع عن طريق التنسيق والمتابعة مع مختلف الجهات والقطاعات ذات العلاقة في المملكة.

## البرامج والتخصصات
1. برنامج السنة التحضيرية.
2. برنامج بكالوريوس المختبرات الطبية.
3. برنامج بكالوريوس الأشعة.
4. برنامج بكالوريوس التمريض.
5. برنامج بكالوريوس طب الطوارئ.
6. برنامج بكالوريوس الإدارة الصحية.

### البرامج المستقبلية
1. برنامج بكالوريوس الصيدلة.
2. برنامج بكالوريوس طب الأسنان.

## جهات الاعتماد
1. وزارة التعليم العالي في المملكة العربية السعودية، بعد موافقة الهيئة الوطنية للتقويم والاعتماد الأكاديمي NCAAA على تأسيس الكليات.
2. الهيئة السعودية للتخصصات الصحية.
3. وزارة الخدمة المدنية.
4. معهد الملك عبد الله للبحوث والدراسات الاستشارية بجامعة الملك سعود.

## وصلات خارجية
الموقع الرسمي
كليات الغد الدولية للعلوم الصحية